# NASA Astronaut Group 14
Il NASA Astronaut Group 14  (the Hogs) è stato annunciato dalla  NASA il 5 dicembre 1992.

## Elenco degli astronauti

### Piloti

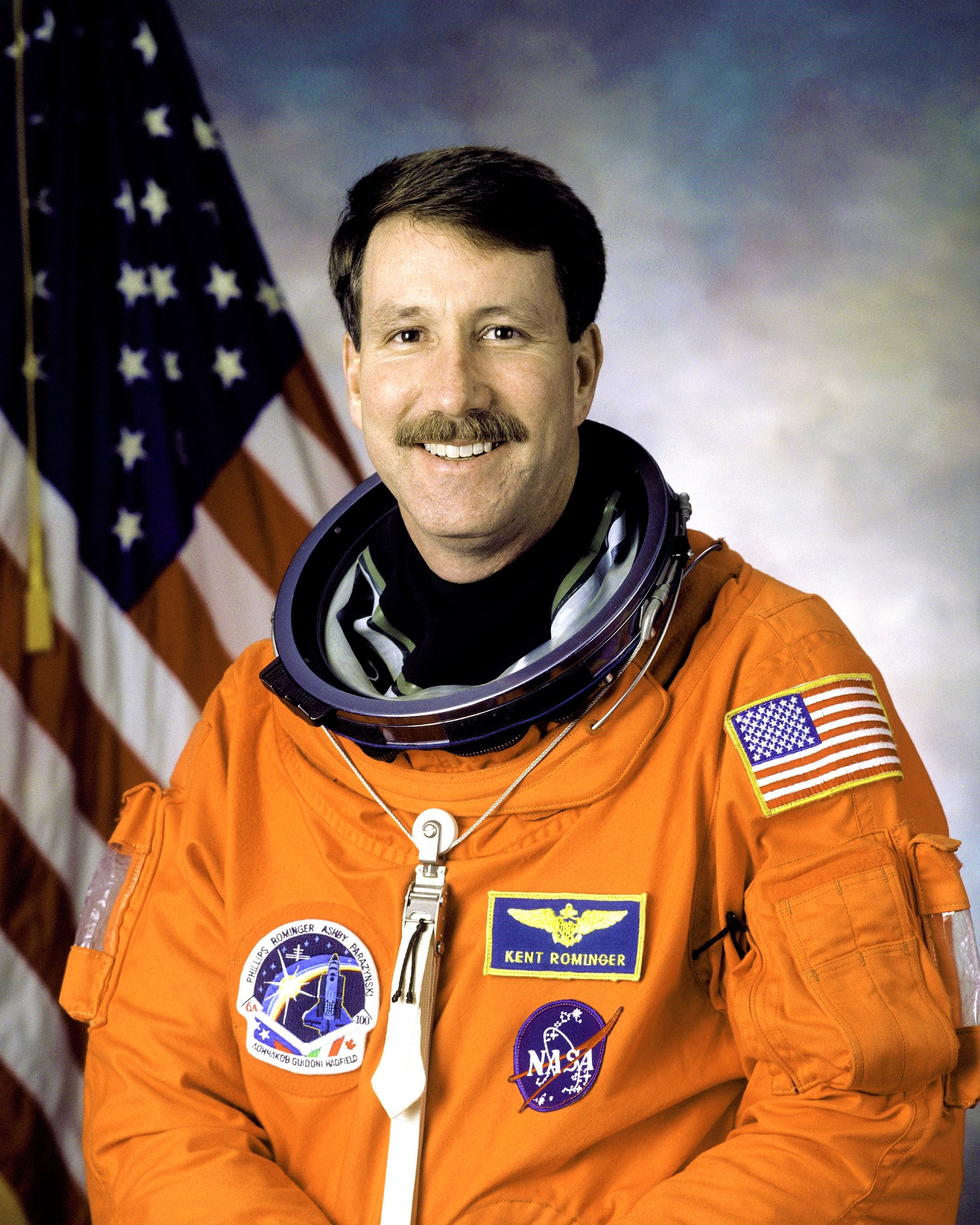
Kent Rominger

- Scott Horowitz[1]

STS-75, Pilota
STS-82, Pilota
STS-101, Pilota
STS-105, Comandante
- Brent Jett[2]

STS-72, Pilota
STS-81, Pilota
STS-97, Comandante
STS-115, Comandante
- Kevin Kregel[3]

STS-70, Pilota
STS-78, Pilota
STS-87, Comandante
STS-99, Comandante
- Kent Rominger[4]

STS-73, Pilota
STS-80, Pilota
STS-85, Pilota
STS-96, Comandante
STS-100, Comandante

### Specialisti di Missione

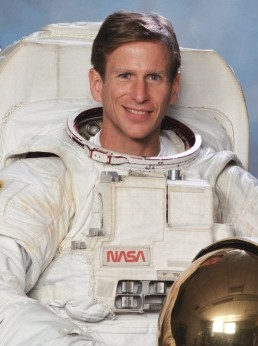
Michael Gernhardt

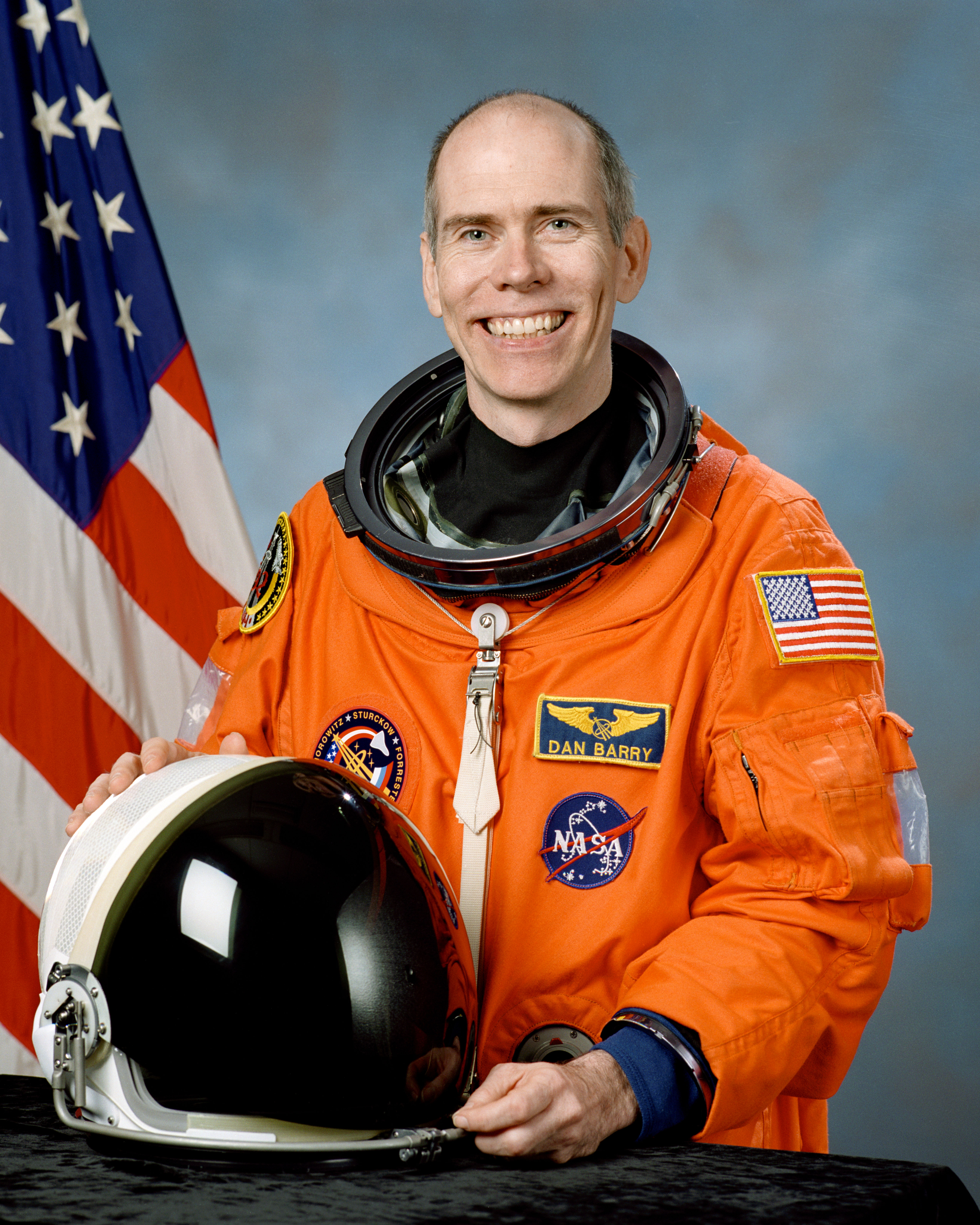
Daniel Thomas Barry

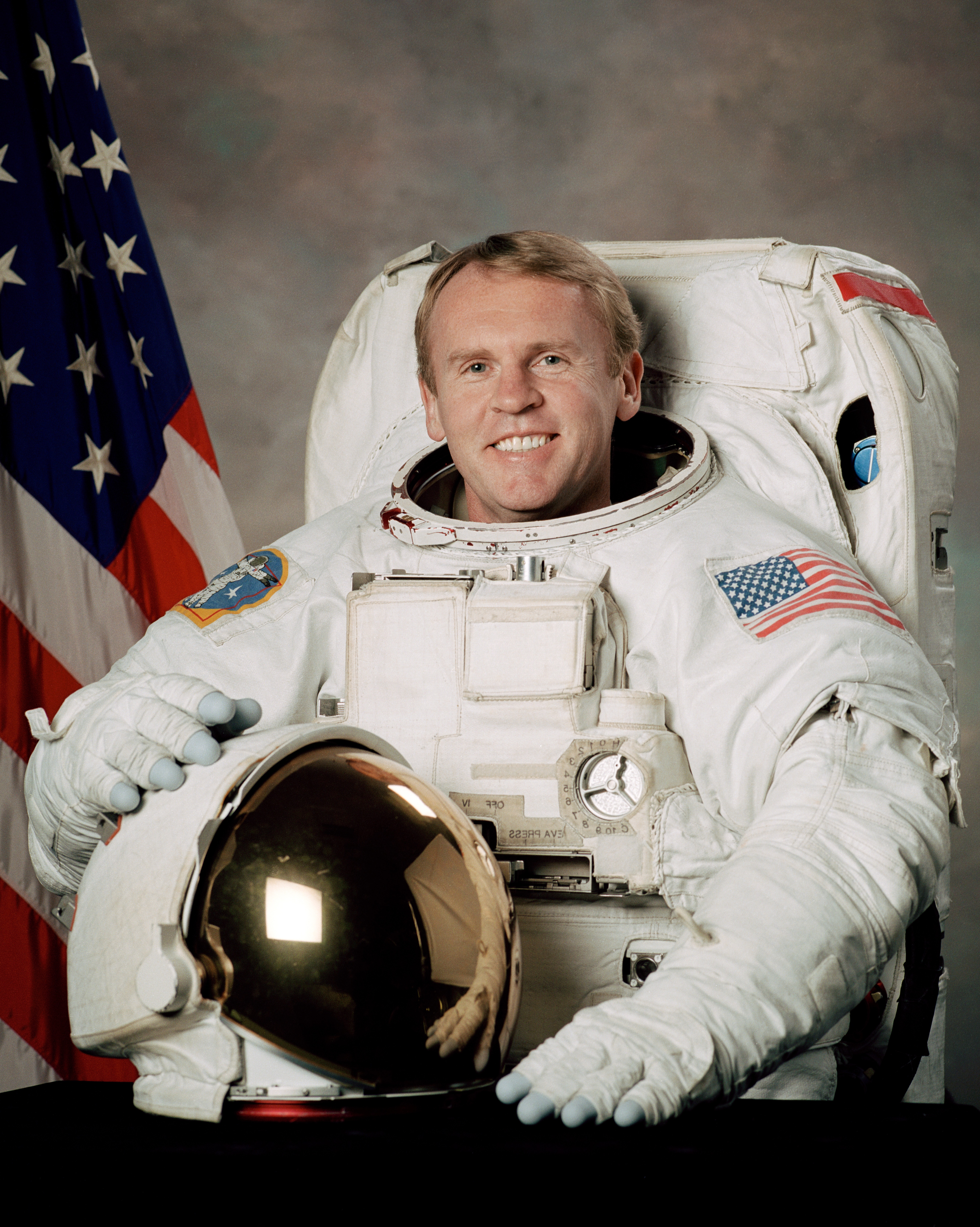
Andy Thomas

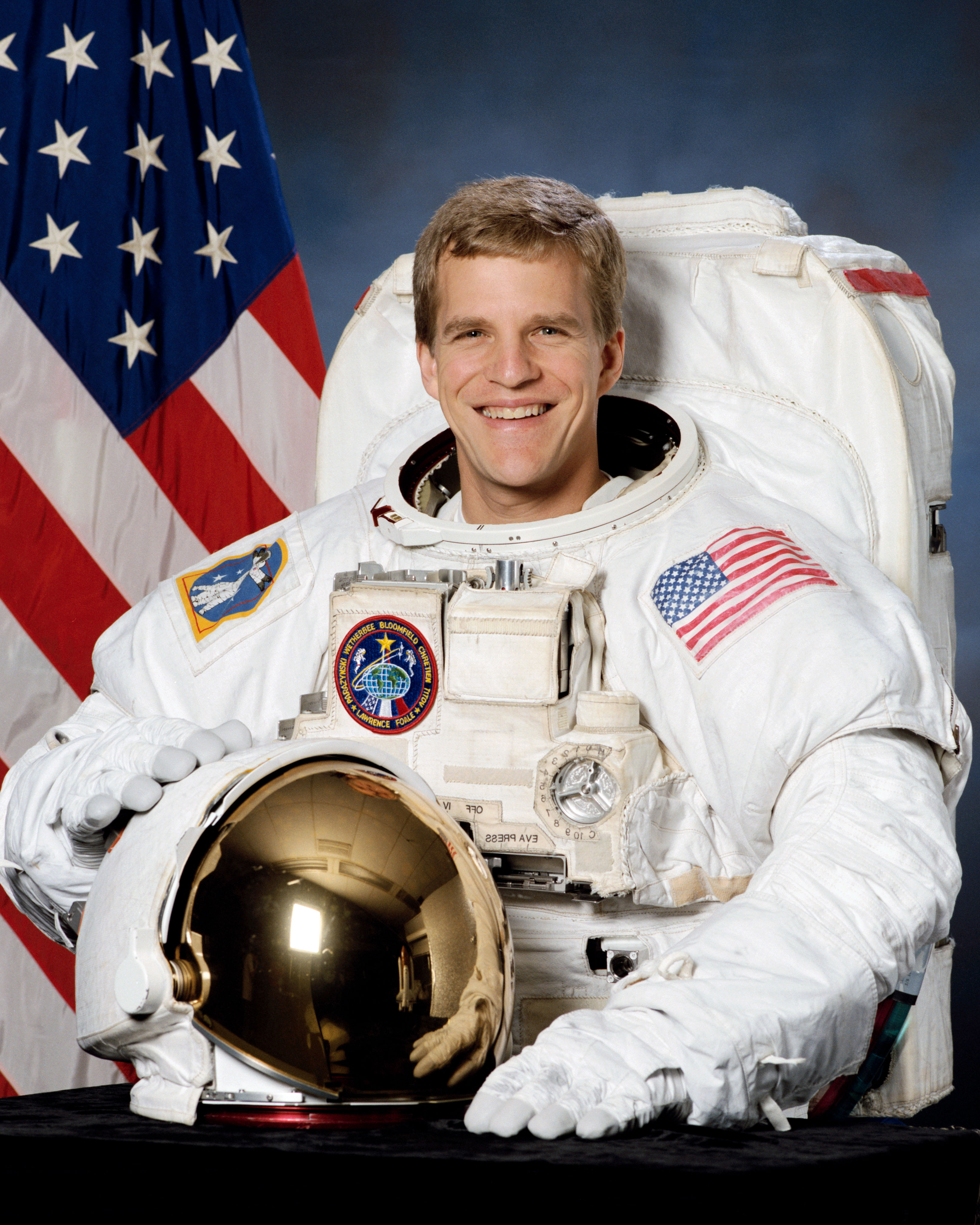
Scott Parazynski

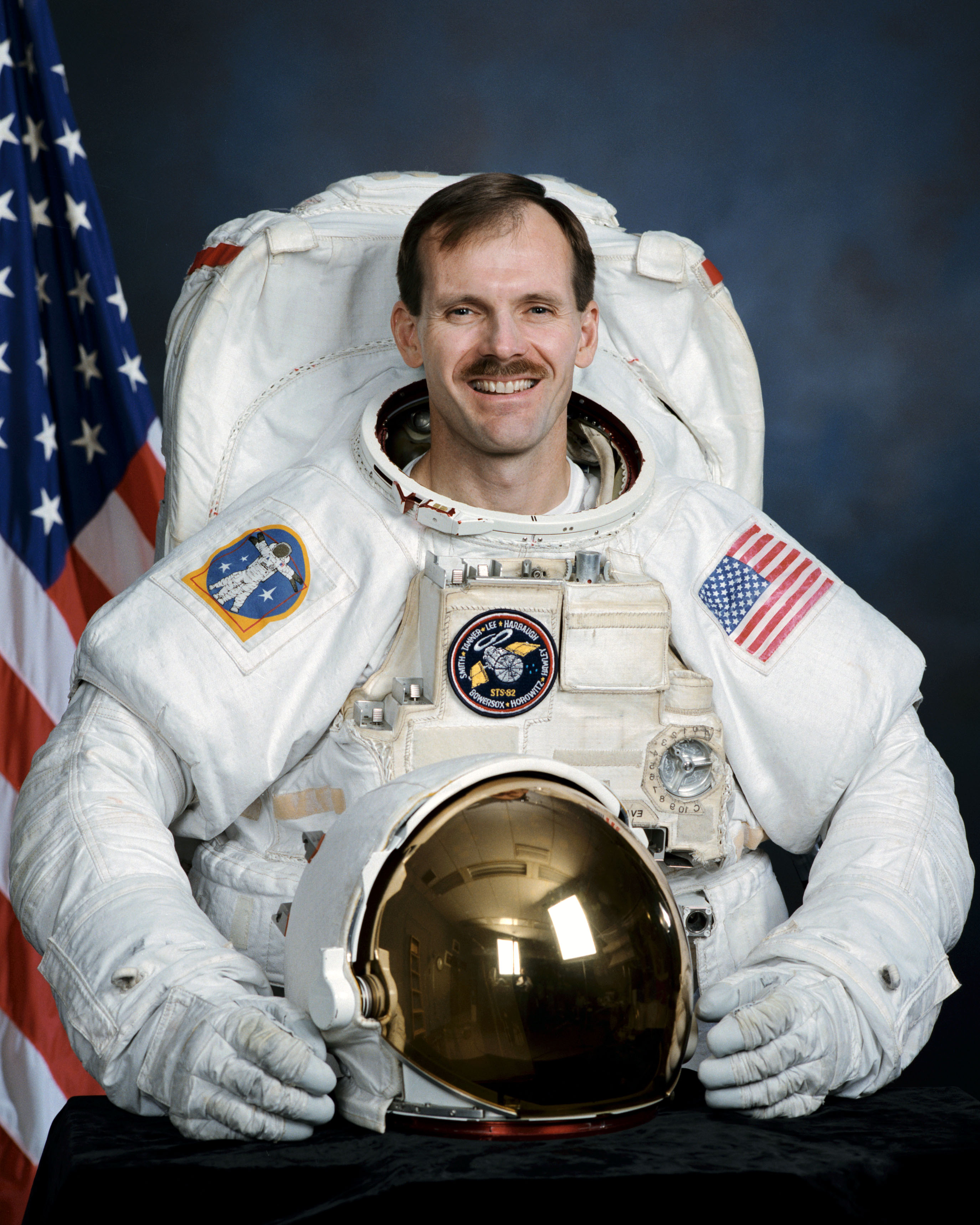
Steven Smith

- Daniel Barry[5]

STS-72, Specialista di Missione
STS-96, Specialista di Missione
STS-105, Specialista di Missione
- Charles Brady[6]

STS-78, Specialista di Missione
- Catherine Coleman[7]

STS-73, Specialista di Missione
STS-93, Specialista di Missione
Sojuz TMA-20, Ingegnere di volo
Expedition 26/27, Ingegnere di volo
- Michael Gernhardt[8]

STS-69, Specialista di Missione
STS-83, Specialista di Missione
STS-94, Specialista di Missione
STS-104, Specialista di Missione
- John Grunsfeld[9]

STS-67, Specialista di Missione
STS-81, Specialista di Missione
STS-103, Specialista di Missione
STS-109, Specialista di Missione
STS-125, Specialista di Missione
- Wendy Lawrence[10]

STS-67, Specialista di Missione
STS-86, Specialista di Missione
STS-91, Specialista di Missione
STS-114, Specialista di Missione
- Jerry Linenger[11]

STS-64, Specialista di Missione
STS-81 / STS-84, Specialista di Missione
Mir 22/23, Ingegnere di volo
- Richard Linnehan[12]

STS-78, Specialista di Missione
STS-90, Specialista di Missione
STS-109, Specialista di Missione
STS-123, Specialista di Missione
- Michael López-Alegría[13]

STS-73, Specialista di Missione
STS-92, Specialista di Missione
STS-113, Specialista di Missione
Sojuz TMA-9, Ingegnere di volo
Expedition 14, Comandante
Axiom Mission 1, Comandante
- Scott Parazynski[14]

STS-66, Specialista di Missione
STS-86, Specialista di Missione
STS-95, Specialista di Missione
STS-100, Specialista di Missione
STS-120, Specialista di Missione
- Winston Scott[15]

STS-72, Specialista di Missione
STS-87, Specialista di Missione
- Steven Smith[16]

STS-68, Specialista di Missione
STS-82, Specialista di Missione
STS-103, Specialista di Missione
STS-110, Specialista di Missione
- Joseph Tanner[17]

STS-66, Specialista di Missione
STS-82, Specialista di Missione
STS-97, Specialista di Missione
STS-115, Specialista di Missione
- Andy Thomas[18]

STS-77, Specialista di Missione
STS-89 / STS-91, Specialista di Missione
Mir 24/25, Ingegnere di volo
STS-102, Specialista di Missione
STS-114, Specialista di Missione
- Mary Weber[19]

STS-70, Specialista di Missione
STS-101, Specialista di Missione

### Specialisti di Missione internazionali

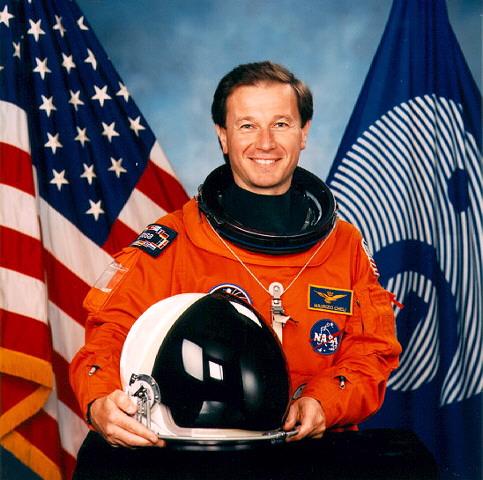
Maurizio Cheli

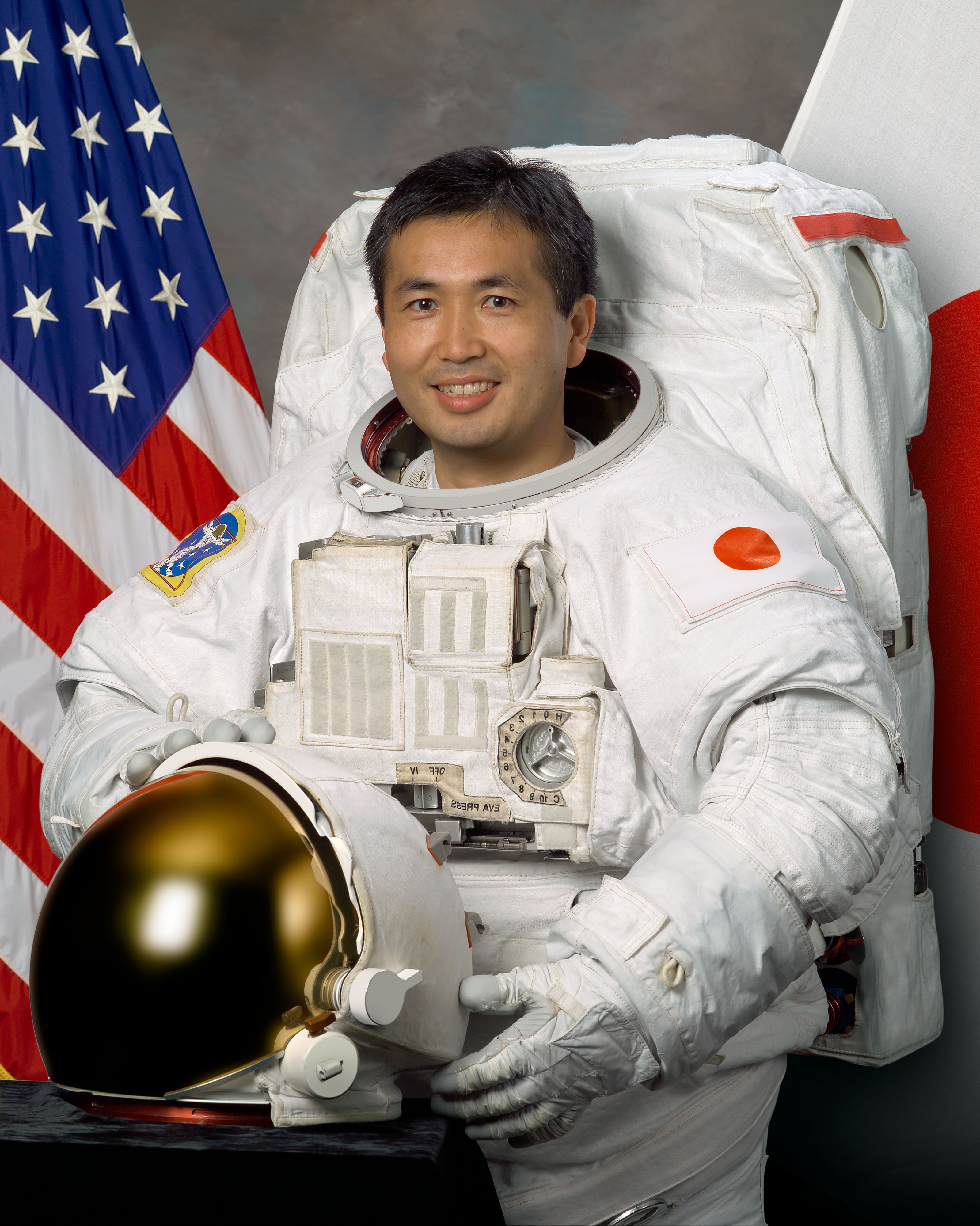
Koichi Wakata

- Marc Garneau[20]

STS-41-G, Specialista del carico utile
STS-77, Specialista di Missione
STS-97, Specialista di Missione
- Chris Hadfield[21]

STS-74, Specialista di Missione
STS-100, Specialista di Missione
Sojuz TMA-07M, Ingegnere di volo
Expedition 34, Ingegnere di volo
Expedition 35, Comandante
- Maurizio Cheli[22]

STS-75, Specialista di Missione
- Jean-François Clervoy[23]

STS-66, Specialista di Missione
STS-84, Specialista di Missione
STS-103, Specialista di Missione
- Koichi Wakata[24]

STS-72, Specialista di Missione
STS-92, Specialista di Missione
STS-119 / STS-127, Specialista di Missione
Expedition 18/19/20, Ingegnere di volo
Sojuz TMA-11M, Ingegnere di volo
Expedition 38, Ingegnere di volo
Expedition 39, Comandante
SpaceX Crew-5, Specialista di Missione (pianificato)
Expedition 68, Ingegnere di volo